# El Amiria
El Amiria è un comune dell'Algeria, situato nella provincia di Oum el-Bouaghi.